# Effetto fotorifrattivo
L'effetto fotorifrattivo, o fotorifrattività, consiste in un cambiamento locale dell'indice di rifrazione di un mezzo dovuto all'onda luminosa che lo irraggia. In conseguenza, il fascio luminoso modifica esso stesso le condizioni della propria propagazione. Questa proprietà della luce può essere utilizzata per realizzare degli strumenti ottici come gli specchi a coniugazione di fase (che riflettono la luce nella direzione da cui proviene), i calcolatori ottici, gli interruttori ottici, gli ologrammi dinamici e, soprattutto, le memorie olografiche. Su principi simili si basa l'HVD la cui commercializzazione è appena iniziata.
Questo fenomeno, si manifesta in numerosi materiali come i cristalli silicati, perovskite, tungsteno, bronzo e nei semiconduttori quali (BaTiO3, SrxBa1-xNb2O6 e Bi12TiO20 e AsGa). Si manifesta anche in numerosi polimeri organici e in certe ceramiche.

## Cause
Le cause dell'effetto fotorifrattivo possono essere molteplici. Tuttavia l'effetto fotorifrattico la cui modellizzazione descrive meglio i fenomeni fisici osservati è quello che associa la fotoconduzione all'effetto elettro-ottico o Effetto Pockels.
In questo caso, l'onda elettromagnetica che illumina il cristallo eccita localmente dei portatori di carica. Questi portatori possono essere elettroni o delle buche a seconda del tipo di cristallo e delle condizioni di utilizzo. Gli elettroni, detti anche donatori, sono emessi dalle regioni il cui livello di energia si colloca nella banda proibita del materiale, come ad esempio gli ioni dopanti di ferro nel titanato di bario (BaTiO3).

## Mobilità dei portatori di carica e effetto Pockels: variazione dell'indice di rifrazione
I portatori eccitati passano nella banda di conduzione del materiale (o nella banda di valenza se si tratta di lacune) e si muovono sotto l'influenza di molteplici fattori. Migrano grazie all'effetto combinato della diffusione, della forza prodotta dal campo elettrico locale o in conseguenza dell'effetto fotovoltaico, che privilegia alcune direzioni di spostamento anche in assenza di campo elettrico. La sinergia fra questi meccanismi di migrazione dei portatori gioca un ruolo determinante per l'effetto fotorifrattivo.
In seguito allo spostamento, i portatori di carica giungono nelle zone meno illuminate del materiale dove avviene la ricombinazione. La distribuzione non uniforme di carica che risulta in seguito alla migrazione produce un campo elettrico, chiamato campo di carica spaziale, che induce una modifica dell'indice di rifrazione del mezzo per effetto elettro ottico, chiamato anche con il nome di effetto Pockels.

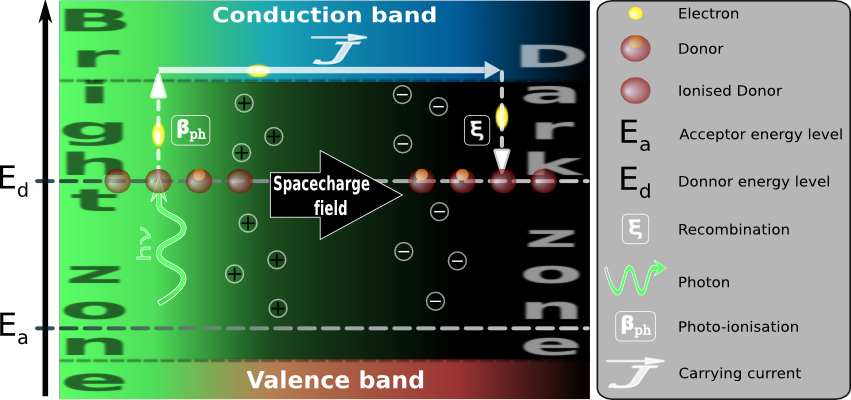
Schema esplicativo dell'effetto fotorifrattivo.

## Applicazioni
Questo effetto è utilizzato principalmente nell'olografia: serve a scrivere l'ologramma nel materiale. Questa applicazione serve per la produzione degli HVD (che combinano i più classici DVD con dischi olografici).